# 萬嶺
萬嶺，是一座位於馬來西亞霹靂州馬登巴冷縣的小鎮與華人新村。地理位置上，萬嶺位於亞亦君令以東約6公里、金寶以南約16公里、打巴以西約14公里處。萬嶺介於金寶站與打巴律站之間的鐵路沿線，昔日曾設有火車站，惟現已停用。當地的經濟活動現以小型農業為主，地方行政事務隸屬打巴縣議會12區管轄。

## 地名
萬嶺爲馬來語原名「Banir」的音譯。關於地名來源，當地流傳的一種民間詞源說法，認爲是源自早期一位名爲 「馬廉」（Manian）的印度人，其名隨着時間推移在當地人口語中逐漸轉變為「萬嶺」（Banir）。然而「banir」在馬來語中意為「板狀根」，即指熱帶地區大樹如榕樹所生長的露出土地根系，因此這一地名更可能與當地自然植被特徵有關。

## 歷史
萬嶺是霹靂州的一座華人新村。新村於二戰後緊急狀態期間，在英殖民政府推行的「畢利斯計畫」下成立，當時村民原本分散居住於周邊的橡膠園內，政府爲遏制馬共活動，遂將園丘附近居民集中遷入萬嶺新村。新村成立初期約有200戶居民，主要從事農耕與錫礦業。
1950至1980年代期間，萬嶺新村曾因錫礦業帶動而發展蓬勃，是霹雳州内其中一个繁榮的地區。萬嶺位於金寶站至打巴律站之間的鐵路沿線，昔日也曾設有火車站。新村曾有多間商鋪營運，包括至少三間茶室與三間雜貨店，商業活動一度興旺，全盛時期萬嶺新村人口不下1000人。
隨着礦業衰退及人口外流，萬嶺新村經濟逐漸停滯。商店相繼關閉，火車站也停運。至2025年，新村僅剩一間茶室仍在營運，主要售賣茶水與麵包，其餘日常用品多需前往鄰近的亞亦君令或打巴採購。村內家庭數已大幅減少至約25戶，人口也以老年人為主，年輕一代多已遷往城市，僅於節慶時回鄉探親。

## 基礎設施
萬嶺新村目前居民以華人為主，多屬客家人，另有少數印裔家庭居住。現今萬嶺新村為油棕園環繞，新村內僅有一條主要街道，村屋分布整齊有序，設有華文小學、關帝廟、籃球場、民眾會堂、郊區診所、警察局等設施。但由於人口銳減，現今村內空置房屋眾多。
萬嶺新村經濟主要依賴農業，包括種植沙葛（mengkuang）、番薯以及油棕，亦有少量從事畜牧業，如當地僅有的一處養鴨場。農作物主要以批發形式對外銷售，村民每四個月收成一次，並設有完善的排水系統以確保農產收成穩定。

## 教育
萬嶺新村設有一所華文小學，即華聯華小。該校原名爲華僑學校，創立於1929年春，由該埠熱心家杜五福、鍾銘凌、曾坤生、胡海華、蔡金源、張駒等創辦。現今華聯華小屬微型學校，2012年曾獲頒國家關鍵效績領域下推行的新獎掖制度獎勵，當時全校共有9名教師與23名學生，學生族群涵蓋華裔、巫裔、印裔與原住民。隨著當地人口外流與生源減少，至2025年該校學生人數已降至僅剩7人，且全依賴非華裔學生就讀支撐。

## 宗教
萬嶺新村關帝廟為當地主要神廟，主祀關帝聖君。每年農曆六月廿二日至廿五日，廟方都會舉辦為期四天的酬神慶典，正日則是六月廿四日「關帝聖君千秋寶誕」。活動內容包括卡拉OK獻唱、歌舞表演及自由餐招待，爲社區年度盛事。
2022年及2023年期間，萬嶺新村關帝廟內香油箱、10個銅香爐和一口銅鐘遭到偷竊，造成廟方約一萬令吉損失。竊案均已向警方投報，但依舊無法尋獲原物。爲恢復廟務正常運作，理事會其後重購瓷香爐與供神器具。

## 文化地標
面對人口流失與經濟停滯，萬嶺新村居民積極尋求振興社區的方法。本地村民兼豬肉商胡福明，出於對家鄉的情感與不願見新村沒落，從2019年豬年起便自費在村中打造十二生肖雕塑。首座雕塑爲一對福豬，原意爲紀念其職業生涯，後因反響良好，他便逐漸增加生肖創作，期望藉此提振新村人氣，並吸引返鄉遊子及遊客關注。
由於經費有限，無法一口氣建設十二生肖的全部雕塑，僅能每年製作一座。截至2025年蛇年，已有七座生肖雕塑完成，包括豬、鼠、牛、虎、兔、龍與蛇，均由胡福明與霹靂州美術協會秘書賴偉權合作建造。近年來萬嶺新村的生肖塑像廣受好評，成爲當地農曆新年期間的打卡景點之一，也被視為萬嶺新村振興文化的重要象徵。